# Dennis Miller Bunker
Dennis Miller Bunquer (6 de noviembre de 1861 - 28 de diciembre de 1890) fue un pintor impresionista estadounidense. Su obra incluye telas de retratos y de paisajes. 

## Datos biográficos
Estudió pintura en Nueva York en la Nacional Academy of Design and Arts. En 1882, llegó a París y continuó su formación en la Escuela de Bellas Artes con Ernest Hébert y Jean-Léon Gérôme. Se especializó en pintura de paisaje y fue uno de los primeros pintores estadounidenses en integrar la técnica impresionista. Acompañado de los pintores estadounidenses Kenneth R. Cranford y Charles Adams Platt, pasó el verano de 1884 en Playa Larmor en Bretaña, pintando. Regresó a Nueva York en 1885, trabajó en Boston y se relacionó con el pintor John Imitar Sargent.
Es considerado como uno de los más destacados pintores estadounidenses del siglo XIX, amigo de numerosos artistas de la época, que a pesar de su corta edad, mayor influencia ejerció sobre el medio artístico de los Estados Unidos de América, en términos de las entonces nuevas corrientes pictóricas y muy particularmente del impresionismo. Murió a los 29 años de meningitis.

## Obra

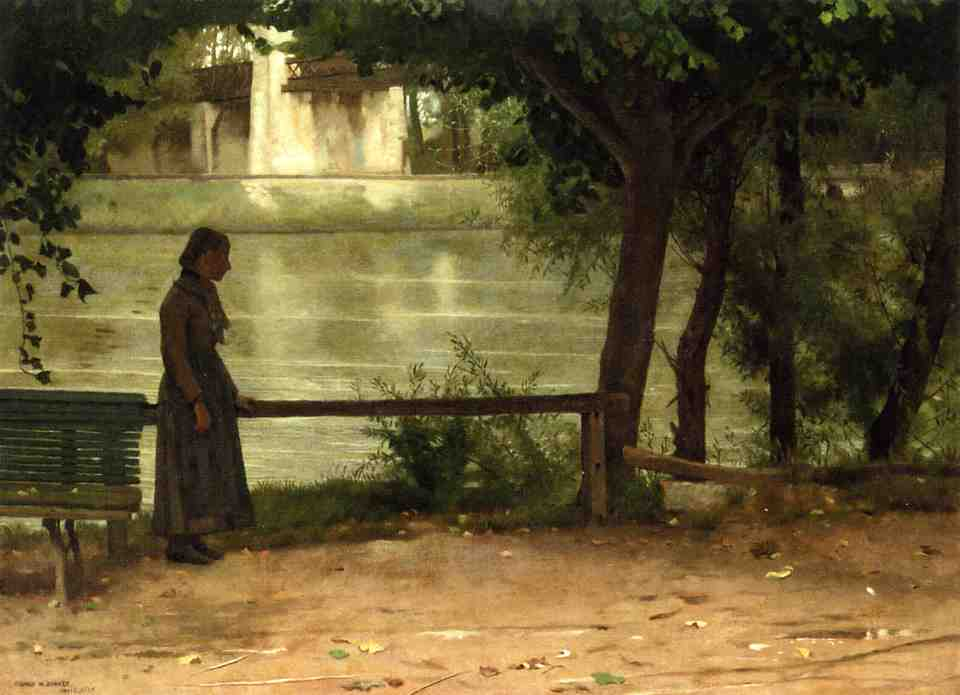
La rivera del Oise, 1883, colección particular.
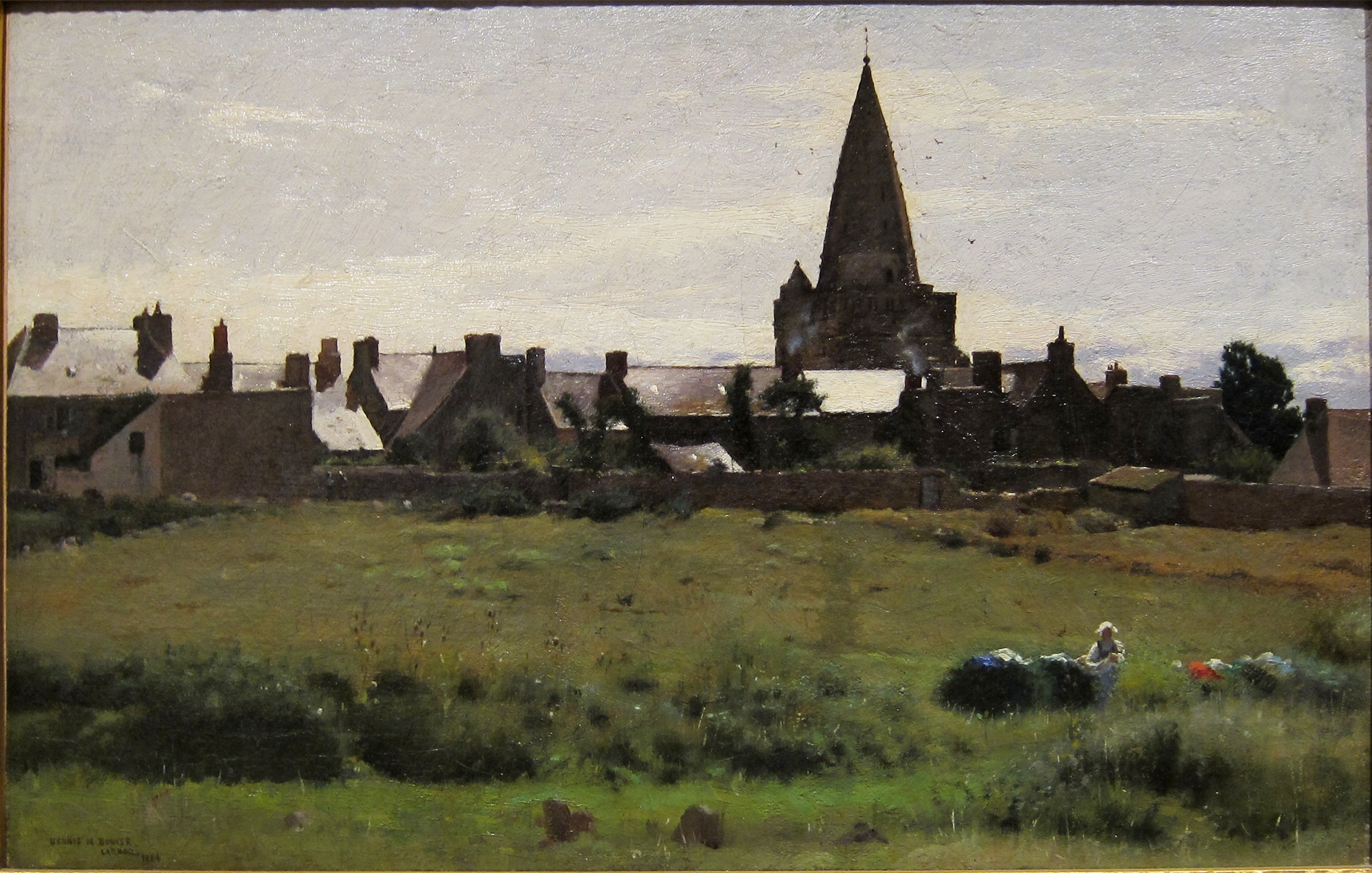
Dennis Miller Búnquer : Ciudad bretona en el amanecer, Larmor (1884, Instituto de arte de Chicago)
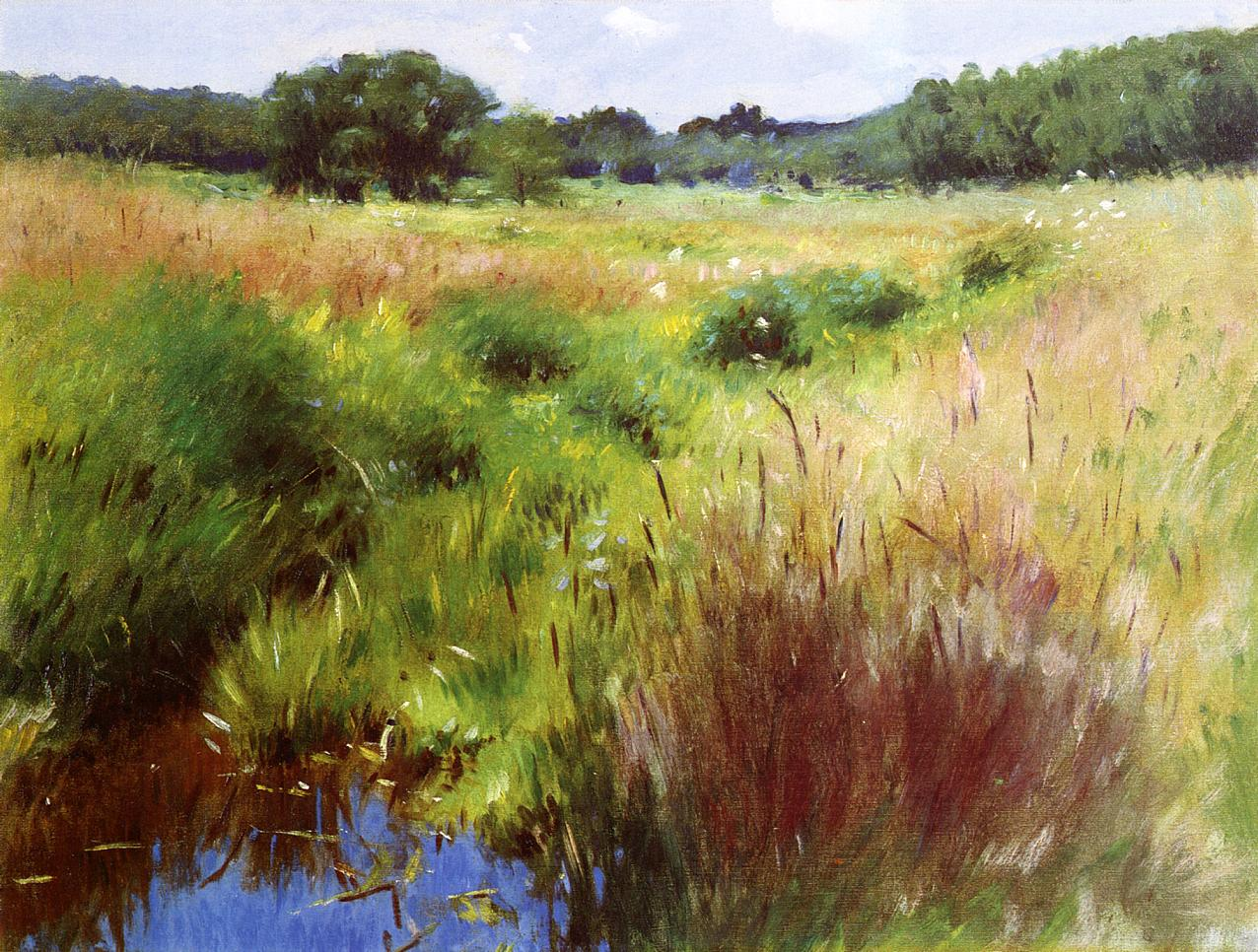
Marshland, Medfield, 1890, colección particular.

## Fuente
- ((en inglés)) Erica E. Hirshler, Dennis Miller Búnquer: American Impressionist, Museum of Finos Artes, Boston, 1994.  (ISBN <span class="nowrap">9780878464234</span>)